# У (река)
У (лаос. ນ້ຳອູ) — река в Лаосе, левый приток Меконга. Длина около 448 км. Протекает с севера на юг в провинциях Пхонгсали и Луангпхабанг.

## Исток
Берёт начало в северных горах на границе Лаоса и Китайской провинции Юньнань, в провинции Пхонгсали, недалеко от деревни Лантуйняй. Протекает на юг через провинцию Луангпхабанг и впадает в Меконг севернее Луангпхабанга недалеко от Паку, известного своими пещерами.
Питание преимущественно дождевое. Половодье летне-осеннее. Воды используются для орошения. Река является важной транспортной артерией в северной части Лаоса. Перепады высот В 2011 году был разработан проект, согласно которому на реке построят каскад из семи гидроэлектростанций.

## Флора и фауна
В реке обитает более 84 видов рыб, 29 из которых, можно найти только в ней. Река также является средой для обитания популяции бобров, рептилий и приречных птиц. Часть из них занесена в Красную книгу МСОП. В бассейне реки находится национальный парк Пудендин (Phou Daen Din), на территории которого обитают слоны, гиббоны и есть область, считающаяся ключевой орнитологической территорией. Есть опасения, что после постройки плотин и затопления части национального парка, экорегион не сможет адаптироваться к новым условиям, а часть видов может исчезнуть.

## Туризм
Река протекает вдоль холмов, на которых местные племена хмонгов, яо, лы и другие вручную возделывают рис террасным способом. Первозданная природа и первобытный быт аборигенов привлекает сюда туристов. Для них существуют различные маршруты сплавов, включая передвижение по реке У на территории заповедника Пудендин.